# Mourir au printemps
Mourir au printemps (titre original : Im Frühling sterben) est un roman de Ralf Rothmann dont l'édition originale est parue en 2015 en Allemagne, publiée par les éditions Suhrkamp Verlag. 

## Résumé
L'histoire se déroule en Allemagne, à la fin de la Seconde Guerre mondiale. Elle relate l'histoire de Walter et Fiete, deux amis de dix-sept ans, enrôlés de force par les SS et envoyés en Hongrie, pris dans la tourmente de la défaite allemande qui se profile au printemps 1945 ...

## Traduction française
Le livre a été traduit par Laurence Courtois et publié en 2016 par les Éditions Denoël •  (ISBN 978-2-20713-184-8)